# Берёза повислая
Берёза пови́слая, или берёза бородавчатая (лат. Bétula péndula) — вид растений рода Берёза (Betula) семейства Берёзовые (Betulaceae). Более точно устаревшее синонимичное название Берёза бородавчатая (Betula verrucósa) отсносится к основному подвиду Betula pendula subsp. pendula, выделяя его среди пяти признаваемых современной классификацией подвидов.

## Название
Другие русские названия вида: берёза плакучая, берёза повисшая.
Ранее по отношению к виду применялось также название берёза белая (Betula alba), но в настоящее время во избежание путаницы с берёзой пушистой (Betula pubescens), к которой применялось это же название, предложено избегать употребления названия «берёза белая».

## Распространение и среда обитания
Распространена почти по всей Европе (на Пиренейском полуострове и в ряде других районов Средиземноморья встречается редко), в Северной Африке (единственное достоверное местонахождение имеется в горах Марокко), в Передней и Центральной Азии. Из видов берёз имеет наибольший ареал. В горы эта берёза поднимается до высоты 2100—2500 м над уровнем моря. Интродуцирована повсюду в зоне умеренного климата (например, в Южной Америке встречается в аргентинских национальных парках Лаго-Пуэло и Науэль-Уапи). Как садовое дерево выращивается в наиболее прохладных районах ЮАР.
| Варианты альтернативного наименования белой берёзы в конце XIX века в различных регионах Российской империи согласно энциклопедическому словарю Брокгауза и Ефрона |                   |
| Регион | Варианты названия |
| Архангельская губерния | чистяк            |
| Вологодская губерния | чистуха, чистушка |

Имеет обширный ареал в европейской части России (от тундры до степей), на Алтае и Кавказе. Восточная граница — озеро Байкал. Особенно широко распространена в Западно-Сибирской лесостепи.
Широко распространённая лесообразующая порода, формирующая мелколиственные леса по всем климатическим зонам, кроме тундры. Так как берёза светолюбива, она легко вытесняется более долгоживущими и крупными деревьями; во многих случаях присутствует в лесах только как примесь, по более светлым участкам. В лесостепных и степных районах формирует коренные древостои.
Малотребовательна к внешней среде и может расти в самых разнообразных условиях, но не переносит сильной жары и близости грунтовых вод (на заболоченных участках замещается близким видом — берёзой пушистой (Betula pubescens Ehrh.)). Играет важную роль в сохранении лесов после пожаров и вырубок хвойных лесов. Мелкие крылатые орешки берёзы повислой разносятся ветром на большие расстояния. Она быстро осваивает освободившиеся площади, и под её пологом восстанавливаются коренные древесные породы.
Наиболее продуктивные леса из берёзы повислой растут на супесях и лёгких суглинках, подстилаемых карбонатными грунтами. Запас древесины в них — 100—200 м³/га.

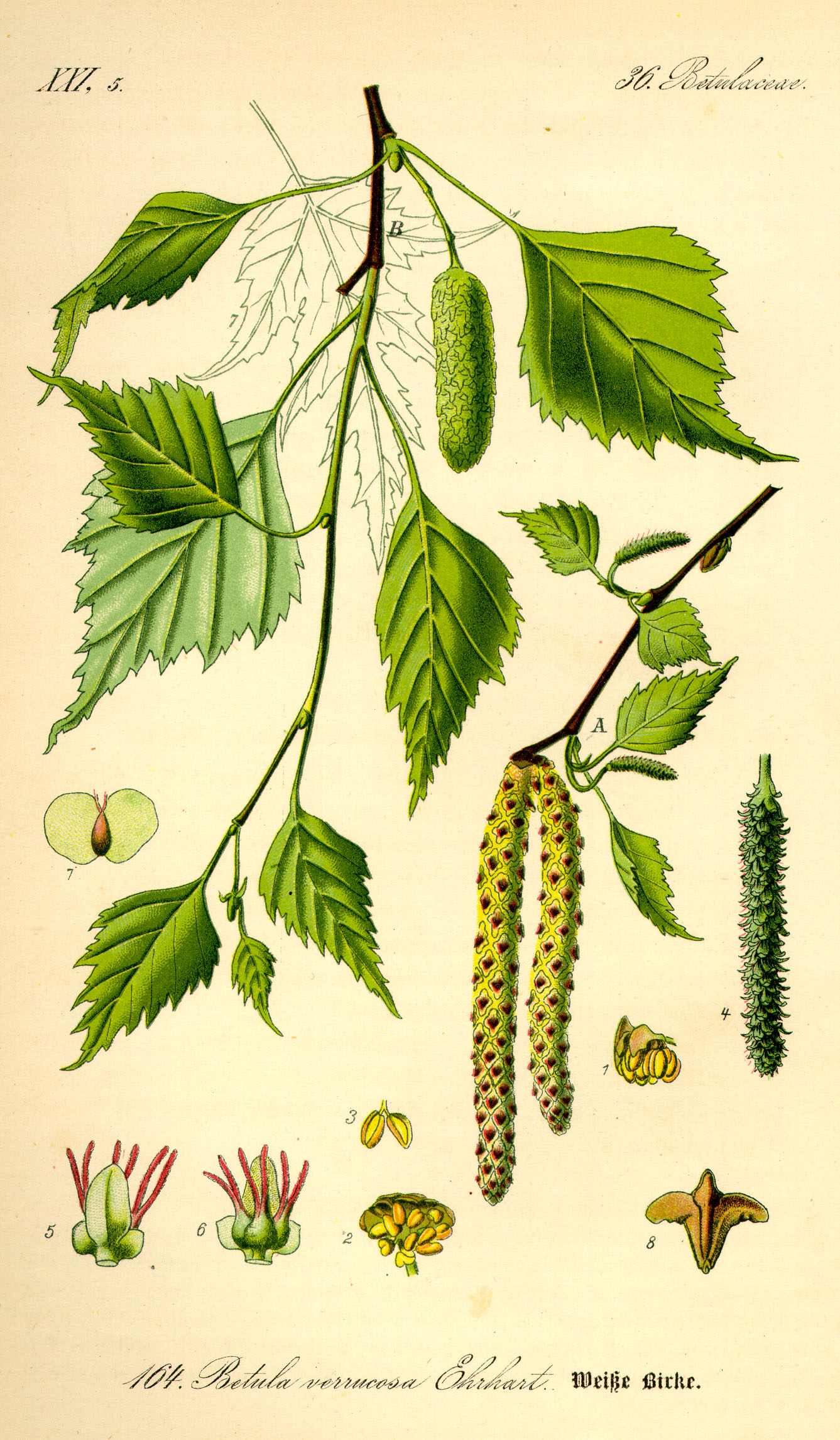

## Ботаническое описание
При благоприятных условиях достигает 25—30 м в высоту, 7-12 м в диаметре кроны и до 80 см в диаметре ствола.
Корневая система берёзы сильно развита, но проникает в почву неглубоко, поэтому деревья нередко подвергаются ветровалу.
Кора у молодых деревьев коричневая, а с восьми — десяти лет белеет. Молодые особи по коре можно спутать с видами ольхи. Во взрослом состоянии хорошо отличается от других деревьев по белой коре. У более старых деревьев кора в нижней части ствола становится глубокотрещиноватой, чёрной.
На юге ареала известна форма с почти чёрной корой — Betula pendula f. obscura.
Древесина желтовато-белая, плотная и тяжёлая. Ветки красно-бурые голые, покрыты многочисленными густорассыпчатыми смолистыми желёзками-бородавочками (отсюда и произошли названия берёза бородавчатая и берёза плакучая). Молодые ветви повисают вниз, что придаёт кроне берёзы очень характерный облик (отсюда название — берёза повислая). Крона ветвистая, но не густая, ветвление симподиальное.
Почки сидячие заострённые, клейкие, покрытые черепитчато расположенными чешуями. Листья очерёдные, от ромбически-яйцевидных до треугольно-яйцевидных, 3,5—7 см длины, 2—5 см ширины, заострённые на верхушке с ширококлиновым или почти усечённым основанием, гладкие, в молодом возрасте клейкие, с обеих сторон гладкие; края двоякозубчатые. Черешки голые 0,8—3 см.
Цветки правильные, мелкие, невзрачные, раздельнополые, собраны в сидячие, при цветении повисающие серёжчатые соцветия на концах веточек. Цветёт до распускания листьев (по некоторым источникам — одновременно с распусканием листьев).
Мужские цветки на коротких цветоножках, расположены по три (обычно из них более развит лишь один) дихазиально в пазухах красно-бурых кроющих чешуй и образуют на концах удлинённых побегов прошлого года по две—четыре свисающие (5—6 см) мужские серёжки. Околоцветник простой, одно- или двулистный; две—четыре тычинки с раздвоенными пыльниками противостоят листочкам околоцветника.
Формула цветка: {\displaystyle \ast P_{2}\;A_{2}\;G_{0}}.
Женские цветки без околоцветника, с двумя брактеями, сросшимися трёхлопастной кроющей чешуёй. Они собраны по пять в дихазии на укороченных боковых побегах и формируют короткие, цилиндрические зелёные женские серёжки (шишковидные тирсы). Цветки при созревании становятся жёсткими и опадают одновременно с плодами. Гинецей из двух сросшихся плодолистиков. Завязь нижняя, в завязи развивается по одному семязачатку. Нитевидные рыльца длинные, выставляющиеся, нередко ярко окрашенные.
Формула цветка {\displaystyle \ast P_{0}\;A_{0}\;G_{({\overline {2}})}}
Плод — мелкий сжатый с боков орешек, снабжённый двумя перепончатыми крылышками, на вершине с двумя засохшими рыльцами. Берёза повислая в свободном состоянии начинает плодоносить с 10 лет, а в насаждении — с 20—25 лет. Плодоношение продолжается ежегодно. Плоды созревают к концу лета и начинают рассеивание. Рассеивание происходит постепенно в течение всей осени и зимы. В берёзовом лесу может выпадать ежегодно до 35 кг берёзовых семян на 1 га. Вес 1000 «семян» (орешков) — 0,17—0,22 г.
В отличие от берёзы пушистой, берёза повислая — очень светолюбивая порода.
Сравнительно недолговечна, живёт до 120 лет, реже до более взрослого возраста[какого?].
Часто берёза повислая и берёза пушистая растут совместно и образуют множество переходных форм. Берёза повислая имеет разновидность — берёзу карельскую (Betula pendula var. carelica (Mercklin) L.Hämet-Ahti) с очень красивой узорчатой древесиной.
Число хромосом 2n = 28 (42).
| Форма кроны | Кора взрослого дерева | Кора старого дерева | Мужские цветки |

| Бородавочки | Лист. Летняя окраска | Осенняя окраска | Поперечный спил |

## Значение и применение
Листья, почки, серёжки хорошо поедаются северным оленем (Rangifer tarandus) с момента набухания почек и до осени. Листва хорошо поедается крупным рогатым скотом. Представляет интерес для заготовки веточного корма. По наблюдениям в Кабардино-Балкарии поедается западнокавказским туром (Capra caucasica). Молодую листву ранней весной поедает европейский лось (Alces alces).
Из ветвей вяжут веники для бани и мётлы.
Из наружной части коры (берёсты) делают короба, туески для ягод и грибов, солонки и даже ведра. Благодаря содержащимся в берёсте фенолам она долго не гниёт, поэтому прежде (до появления толя) ею обёртывали зарываемые в почву части столбов и нижние венцы срубов изб. Берёстой крыли крыши, из неё делали лодки и даже одежду. Северные славяне в древности употребляли берёсту как писчий материал.
Сухой перегонкой из берёсты получают дёготь. Раньше он шёл в основном на смазку колёс телег и карет, а также для пропитки кожаной обуви.
Берёзовые почки применяют при изготовлении кремов и других косметических средств. Эфирное масло из берёзовых почек употребляют в ликёро-водочном производстве.
Листья, реже кору раньше использовали для окраски шерсти и тканей.
Берёзовый сок — приятный освежающий напиток, содержит 0,5—2 % сахаров, органические кислоты, соли калия, кальция, железа, микроэлементы и благоприятно влияет на обмен веществ. В Сибири из него делали шипучий напиток, в других местах — квас. Сок используют также для приготовления лосьона «Берёзка».

### Применение в медицине
Почки и листья применяют в народной и научной медицине, они обладают мочегонным, желчегонным, потогонным, кровоочистительным, бактерицидным, противовоспалительным и ранозаживляющим действием. В качестве лекарственного сырья используют почки берёзы (лат. Gemmae Betulae) и лист берёзы (Folium Betulae). Заготовку почек проводят в январе — марте, до их распускания. Сушат на открытом воздухе или в хорошо проветриваемых помещениях. Молодые листья собирают в мае — июне, сушат в тени или на чердаках. Почки берёзы повислой содержат 3—5,3 (8)% эфирного масла, основными компонентами которого являются бициклические сесквитерпеноиды. Включают также смолистые вещества. В листьях найдены эфирное масло, смолистые вещества, флавоноиды, сапонины (до 3,2 %), дубильные вещества (5—9 %), аскорбиновая кислота (до 2,8 %), эфирное масло (0,04—0,05 %). В коре содержатся тритерпеновый спирт бетулин (или бетуленол); гликозиды — бетулозид и гаултерин; дубильные вещества (до 15 %), алкалоиды, эфирное масло и суберин. Применяют почки и листья в виде настоев и в сборах. Настой и отвар почек и листьев применяют в качестве мочегонного средства, листья — при гипо- и авитаминозах. Горячие ванны с использованием настойки почек применяют при лечении острых и хронических экзем. Берёзовый дёготь входит в состав мази Вишневского, применяемой как ранозаживляющее средство, и мази Вилькинсона, используемой при лечении чесотки, чешуйчатого лишая и вшивости. Таблетки активированного берёзового угля («карболен») применяют в качестве энтеросорбента при отравлении ядами и бактерийными токсинами.
В народной медицине берёзовый сок применяется как общеукрепляющее средство при фурункулёзе, ангине, при анемиях после ранений, при длительно не заживающих ранах и трофических язвах.
Берёза повислая служит растением-хозяином паразитического гриба чаги (Inonotus obliquus), имеющего снаружи вид чёрных морщинистых наростов на стволах.

### Использование древесины
Плотная крепкая древесина берёзы повислой хорошо сгибается, имеет красивый рисунок, легко поддаётся механической обработке, чрезвычайно неустойчива против гниения, лучше всего сохраняется погружённой в воду. В большом количестве используется как фанерное сырьё, в производстве лыж, катушек для ниток, мебели. Из древесины получают целлюлозу, древесный уголь, скипидар. При сухой перегонке коры образуется дёготь, применяемый в медицине и парфюмерии. Сухой перегонкой можно получать уксусную кислоту и метиловый спирт.
Уголь из берёзовых дров использовали раньше на уральских металлургических заводах.
Специальной обработкой древесины получают активированный уголь с высокой поглотительной способностью. Им пользуются для осветления жидкостей, удаления из них неприятно пахнущих веществ и т. д. Раньше минеральную воду боржомских источников фильтровали через берёзовый уголь. Активированный уголь засыпают в коробки противогазов.
До появления электричества в большом ходу были берёзовые лучины, которыми освещали избы: они не очень быстро сгорают и дают яркое пламя почти без копоти и искр.
Благодаря высокой теплотворной способности берёзовые дрова ценятся как хорошее топливо для домашних печей.

## Классификация

### Таксономия[18]
Betula pendula Roth, 1788, Tent. Fl. Germ. 1: 405
Вид Берёза повислая относится к роду Берёза (Betula) семейства Берёзовые (Betulaceae) порядка Букоцветные (Fagales). Кладограмма в соответствии с Системой APG IV по состоянию на июнь 2023 года:
|  |                                      |  |                                   |                                   |                     |  | ещё 6 семейств | ещё 6 семейств |                     |  |                          |  | еще 88 подтвержденных видов и 81 таксон, ожидающих подтверждения | еще 88 подтвержденных видов и 81 таксон, ожидающих подтверждения |  |
|  |                                      |  |                                   |                                   |                     |  | ещё 6 семейств | ещё 6 семейств |                     |  |                          |  | еще 88 подтвержденных видов и 81 таксон, ожидающих подтверждения | еще 88 подтвержденных видов и 81 таксон, ожидающих подтверждения |  |
|  |                                      |  |                                   | порядок Букоцветные               |                     |  |                |                | род Берёза          |  |                          |  |                                                                  |                                                                  |  |
|  |                                      |  |                                   | порядок Букоцветные               |                     |  |                |                | род Берёза          |  | 5 внутривидовых таксонов |  |                                                                  |                                                                  |  |
|  | отдел Цветковые, или Покрытосеменные |  |                                   |                                   | семейство Берёзовые |  |                |                | вид Берёза повислая |  |                          |  |                                                                  |                                                                  |  |
|  | отдел Цветковые, или Покрытосеменные |  |                                   |                                   |                     |  |                |                |                     |  |                          |  |                                                                  |                                                                  |  |
|  |                                      |  | ещё 63 порядка цветковых растений | ещё 63 порядка цветковых растений |                     |  |                | ещё 5 родов    | ещё 5 родов         |  |                          |  |                                                                  |                                                                  |  |
|  |                                      |  |                                   | ещё 63 порядка цветковых растений |                     |  |                |                | ещё 5 родов         |  |                          |  |                                                                  |                                                                  |  |

### Внутривидовые таксоны
- Betula pendula subsp. mandshurica  (Regel) Ashburner & McAll.  - Берёза повислая подвид маньчжурская
- Betula pendula subsp. pendula
- Betula pendula subsp. szechuanica  (C.K.Schneid.) Ashburner & McAll.
- Betula pendula var. oycowiensis  (Besser) Dippel
- Betula platyphylla subsp. mandshurica  (Regel) Kitag.

### Синонимы
- Betula aetnensis  Raf. ex  J.Presl &  C.Presl
- Betula alba f. dalecarlica  (L.f.)  Regel
- Betula alba f. laciniata  (de Vos)  Dippel
- Betula alba f. lobata  Regel
- Betula alba subsp. arborescens  Wallr.
- Betula alba subsp. verrucosa  (Ehrh.)  Regel
- Betula alba var. aetherea  Wallr.
- Betula alba var. arbuscula  Fr.
- Betula alba var. atropurpurea  Dippel
- Betula alba var. bircalensis  (Mela)  Mela
- Betula alba var. carelica  Merckl.
- Betula alba var. fastigiata  Clemenc.
- Betula alba var. microphylla  Wallr.
- Betula alba var. microphylla  Wimm.
- Betula alba var. pendula  M.E.Jones
- Betula alba var. songarica  Dippel
- Betula alba var. urticifolia  Spach
- Betula alba var. verrucosa  (Ehrh.)  Wallr.
- Betula grandifolia var. pubescens  Kuzen.
- Betula hippolyti  Sukaczev
- Betula laciniata  (Wahlenb.)  Rchb.
- Betula pendula f. dalecarlica  (L.f.)  C.K.Schneid.
- Betula pendula f. fastigiata  (Clemenc.)  Dippel
- Betula pendula subsp. etnensis  (Raf.)  Zangh.
- Betula pendula var. pendula  –
- Betula pinnata var. hybrida  Lundmark
- Betula platyphylloides  V.N.Vassil.
- Betula tristis  hort. ex  Dippel
- Betula uschkanensis  Sukaczev
- Betula verrucosa f. dalecarlica  (L.f.)  H.J.P.Winkl.
- Betula verrucosa f. dalecarlica  L.f.
- Betula verrucosa f. elegans  Dippel
- Betula verrucosa f. expansa Regel
- Betula verrucosa f. fastigiata  K.Koch
- Betula verrucosa f. lobata  (Regel)  Anders ex  H.J.P.Winkl.
- Betula verrucosa subsp. ambigua  Hampe ex  Kindb.
- Betula verrucosa subsp. borealis  Kindb.
- Betula verrucosa subsp. fallax  Kindb.
- Betula verrucosa var. arbuscula  (Fr.)  H.J.P.Winkl.
- Betula verrucosa var. bircalensis  Mela
- Betula verrucosa var. dalecarlica  (L.f.)  Nyman
- Betula verrucosa var. frutescens  Kindb.
- Betula verrucosa var. hybrida  (Blom)  Nyman
- Betula verrucosa var. laciniata  Kindb.
- Betula verrucosa var. lapponica  Lindq.
- Betula verrucosa var. lobulata  (Kit.)  Nyman
- Betula verrucosa var. microphylla  (Wallr.)  Fiek
- Betula verrucosa var. odorata  Nyman
- Betula verrucosa var. saxatilis  Lindq.

### Декоративные садовые формы и культивары
- 'Dalecarlica' (или Betula pendula f. dalecarlica (L.f.) C.K.Schneid. — так называемая Берёза далекарлийская) — исключительно редкая форма с разрезными до ажурности листьями.
- 'Laciniata' — характерна глубоко разрезанными листьями; редка в культуре (часто за неё принимают более простую форму 'Crispa', иногда называемую Betula pendula var. crispa).
- 'Purpurea' — у этой формы листья имеют глубокий красновато-пурпурный оттенок весной, более бронзовый — летом, бронзово-зелёный и даже медно-оранжевый — осенью. Форма листа — обычная. Побеги имеют чёрно-пурпурный оттенок, сохраняют его всё лето; кора не такая белая, как у основного вида.
- 'Trost’s Dwarf' — компактный округлый кустарник до 1,2 м высотой. Сильно рассечённые на узкие линейные доли светло-зелёные листья этой карликовой формы до 5 см длиной, сидящие на коротких ветвях, образуют изящные «шарики», которые похожи на листья клёна дланевидного (Acer palmatum Thunb.), с той лишь разницей, что этот клён очень капризен и плохо растёт в России.
- 'Youngii' — маленькое дерево без главного ствола с плакучей (почти зонтиковидной) формой.
- 'Gracilis' — сорт с плакучей формой кроны. Листья более мелкие, чем у дикой формы, и глубоко рассечённые.
- 'Fastigiata' — крона низкая, колонновидная, с возрастом расширяющая кверху. Ветки начинаются от основания ствола и направляются вверх. Близкий сорт — 'Obelisk'. Используется для посадок в маленьких садах.
- 'Tristis' — обычно сохраняет центральный ствол, с которого свисают ветки, образуя очень узкую крону. Листья рассечённые[19].

| 'Laciniata' | 'Youngii' | 'Tristis' | 'Dalecarlica' |